# فولسوم (پنسیلوانیا)
فولسوم (به انگلیسی: Folsom) یک منطقهٔ مسکونی در ایالات متحده آمریکا است که در پنسیلوانیا واقع شده‌است. فولسوم ۸٬۳۲۳ نفر جمعیت دارد.